# Fasola ostrolistna
Fasola ostrolistna (Phaseolus acutifolius) – gatunek rośliny z rodziny bobowatych. Pochodzi z północnej i środkowej Ameryki.

## Morfologia
Roślina roczna dorastająca do 2 metrów długości, o bardzo długich, wijących się pędach. Posiada duże, trójlistkowe liście. Kwiatostany typu skąpokwiatowego, motylkowe w barwie od białej do różowej. Owocem jest strąk z niewielkimi nasionami w barwie od żółtej do ciemnofioletowych.

## Zastosowanie
Cenna roślina pastewna odporna na suszę. Jest uprawiana w płd. stanach USA, w Ameryce Środkowej, w Chile, w krajach dawnego ZSRR i w Australii.